# Lyngby Tennis Klub
Lyngby Tennis Klub er en tennisklub i Lyngby-Taarbæk Kommune stiftet 4. juni 1923. Klubben har 2013 knap 1000 medlemmer.